# Cratere Agunua
Agunua è un cratere sulla superficie di Rea.